# Hell on Earth
Hell on Earth je devátá epizoda amerického televizního muzikálového seriálu Smash. Epizoda se poprvé vysílala 2. dubna 2012.

## Děj epizody
Julia (Debra Messing) a Tom (Christian Borle) přijdou s novým nápadem na název na znovuobnovený muzikál. Karen (Katharine McPhee) a Ivy (Megan Hilty) se účastní konkurzu na reklamu na pomerančový džus, roli v reklamě nakonec získá Karen. Frank (Brian D'Arcy James) se dozví o milostném poměru Julie a Michaela. Ivy se dozví, že bude v muzikálu nahrazena celebritou, a tak se opíjí právě v dobu, kdy má vystupovat v muzikálu Heaven on Earth a na scéně ztropí scénu. To všechno uvidí Karen a rozhodne se Ivy pomoci.

## Seznam písní
- "Cheers (Drink to That)"
- "The Higher You Get, the Farther You Fall"

## Natáčení
Michael Riedel, divadelní kritik pro New York Post, který byl zmíněn v pilotní dílu má v této epizodě cameo a hraje sám sebe. Dvojnásobný držitel cen Tony, Norbert Leo Butz, hraje v epizodě sám sebe, když hraje hlavní roli v muzikálu Heaven on Earth.
V epizodě zazní coververze od Megan Hilty a Katharine McPhee písně od Rihanny s názvem "Cheers (Drink to That)". Další píseň, která v této epizodě zazněla byla původní píseň "The Higher You Get, the Farther You Fall", kterou zpíval Norbert Leo Butz ve fiktivním muzikálu Heaven on Earth.

## Sledovanost
Epizodu v den vysílání sledovalo 6,03 milionů amerických diváků a získala rating 2,1/5.

## Ohlasy
Internetový server A.V. Club dal epizodě známku 2+. Popsal ji jako "lepší než vše, co bylo v seriálu od pilotního dílu".